# Feu de Sendai
El Feu de Sendai (japonès: 仙台藩, Sendai-han) també conegut com a Feu de Date va ser un domini feudal japonés actiu durant el període Edo i situat a l'actual prefectura de Miyagi i part de les prefectures d'Iwate i Fukushima. En els seus temps, el feu es trobava dins de la província de Mutsu, a Tōhoku. La seua capital es trobava a la ciutat de Sendai. Va ser un dels dominis feudals més importants del Japó, només per darrere dels de Satsuma i Kaga. El domini desaparegué l'any 1868 amb l'abolició del sistema feudal per part del govern Meiji.

## Història

### Fundació
El feu va ser fundat a començaments del segle XVI pel samurai del clan Date Date Masamune, qui fundà l'actual ciutat de Sendai i manà construir el castell d'Aoba. Fou Toyotomi Hideyoshi qui donà a Date el permís per a establir-se a la zona. Poc després, a la batalla de Sekigahara, Date es va posicionar del bàndol del clan Tokugawa, el qual guanyaria la guerra contra Toyotomi i governaria el Japó fins al 1868.

### Dissolució
El 1868 el feu i el seu exèrcit va participar en la guerra Boshin del bàndol del shogunat Tokugawa. Tot i la derrota del bàndol feudalista, Sendai no va patir grans dificultats, però aquell mateix any el domini va ser abolit pel règim imperial, un poc abans que la resta, que seria al 1871. Tot i això, el govern imperial va permetre, com a deferència cap a la família noble regent del feu, que aquesta (el clan Date) governara el territori com a "governadors imperials" des de 1868 fins a 1871, desposeint-los després dels seus territoris i fundant la moderna prefectura de Miyagi, que llavors es deia "prefectura de Sendai".

## Govern
Durant tota la seua història, el feu va estar governat pel clan Date, fundadors del domini. La seu del govern es trobava al castell de Sendai o Aoba, localitzat a la vila del mateix nom.

### Llista deDaimyos
A continuació, es mostra una llista dels senyors feudals per ordre cronològic:
| Imatge | Nom                   | Inici | Final | Comentaris                                               |
| ------ | --------------------- | ----- | ----- | -------------------------------------------------------- |
|        | Masamune (1567-1636)  | 1600  | 1636  | 1r senyor de Sendai.                                     |
|        | Tadamune (1600-1658)  | 1636  | 1658  |                                                          |
|        | Tsunamune (1640-1711) | 1658  | 1660  |                                                          |
|        | Tsunamura (1659-1719) | 1660  | 1703  |                                                          |
|        | Yoshimura (1680-1752) | 1703  | 1743  |                                                          |
|        | Munemura (1718-1756)  | 1743  | 1756  |                                                          |
|        | Shigemura (1742-1796) | 1756  | 1790  |                                                          |
|        | Narimura (1775-1796)  | 1790  | 1796  |                                                          |
|        | Chikamune (1796-1812) | 1796  | 1812  |                                                          |
|        | Narimune (1796-1819)  | 1812  | 1819  |                                                          |
|        | Nariyoshi (1798-1828) | 1819  | 1827  |                                                          |
|        | Narikuni (1817-1841)  | 1827  | 1841  |                                                          |
|        | Yoshikuni (1825-1874) | 1841  | 1868  |                                                          |
|        | Munemoto (1866-1917)  | 1868  | 1868  | Darrer senyor de Sendai.1r governador imperial de Sendai |

Munemoto governà breument com a XIV i darrer senyor de Sendai fins al 1868, quan el feu va ser abolit. El mateix Munemoto llavors es convertí en el primer governador imperial de la prefectura de Sendai (posteriorment de Miyagi), servint fins al 1870 i sent succeït pel seu cosí Muneatsu, el qual serviria com a governador imperial fins al 1871.